# Dink Smallwood

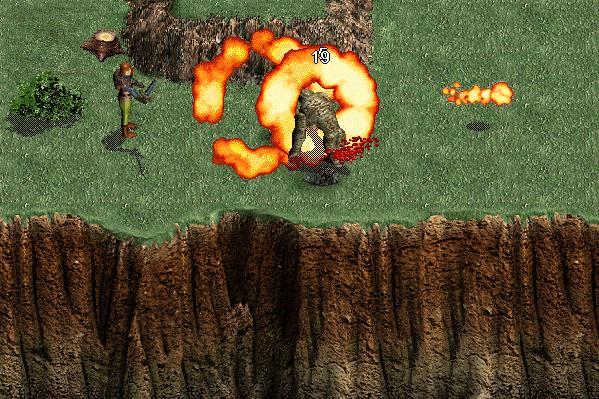

Dink Smallwood är ett datorrollspel, RPG. Det är en blandning mellan Zelda och Diablo. Det är ett spel med mycket av den goda humorn. Spelet går ut på att Dink ska rädda världen, eller i alla fall försöka. Tidskriften Svenska PC Gamer gav spelet 86 procent i en recension (april 1998).
Dink Smallwood utvecklades av det amerikanska spelföretaget Robinson Technologies, Inc 1997 och publicerades 1998 av det svenska spelförlaget Iridon Interactive (nu Legendo Entertainment) som ett kommersiellt spel men spelet är numera gratis. Det finns så kallade D-Mods till Dink Smallwood som går att ladda ner på bland annat www.dinknetwork.com. Det är nya äventyr som andra spelare gjort, de använder sig av grafik från originalspelet och utvecklas med det egna script-språket DinkC.
Dink Smallwood går även att köra på Mac och Linux med hjälp av programmet FreeDink.
2010 berättade Seth Robinson, RTsoft, att han arbetar på en Iphone-version av spelet. Versioner för såväl Ipad som Iphone släpptes också det året.